# Adenophora xifengensis
Adenophora xifengensis är en klockväxtart som först beskrevs av P.F.Tu och Y.S.Zhou, och fick sitt nu gällande namn av P.F.Tu och Y.S.Zhou. Adenophora xifengensis ingår i släktet kragklockor, och familjen klockväxter. Inga underarter finns listade i Catalogue of Life.